# Liste des chapelles des Alpes-de-Haute-Provence
La liste des chapelles des Alpes-de-Haute-Provence présente les chapelles de culte catholique situées sur le territoire des communes du département français des Alpes-de-Haute-Provence. Il est fait état des diverses protections dont elles peuvent bénéficier, et notamment les inscriptions et classements au titre des monuments historiques.
Toutes sont situées dans le diocèse de Digne, Riez et Sisteron.

## Liste
| Chapelle                                                                   | Commune                     | Adresse | Coordonnées                              | Notice | Protection       | Date       | Illustration                                                   |
| -------------------------------------------------------------------------- | --------------------------- | ------- | ---------------------------------------- | --- | ---------------- | ---------- | -------------------------------------------------------------- |
| Chapelle Saint-Jean d'Aiglun                                               | Aiglun                      |         | 44° 03′ 21″ nord, 6° 08′ 23″ est         | |                  |            | Chapelle Saint-Jean d'Aiglun                                   |
| Chapelle du cimetière d'Aiglun                                             | Aiglun                      |         | 44° 03′ 07″ nord, 6° 08′ 59″ est         | |                  |            | Chapelle du cimetière d'Aiglun                                 |
| Chapelle Saint-Marc d'Allemagne-en-Provence                                | Allemagne-en-Provence       |         | 43° 46′ 55″ nord, 6° 01′ 05″ est         | |                  |            | Image manquante Téléverser                                     |
| Chapelle Saint-Domnin d'Allons                                             | Allons                      |         | 43° 59′ 51″ nord, 6° 34′ 32″ est         | |                  |            | Chapelle Saint-Domnin d'Allons                                 |
| Chapelle Saint-Sébastien d'Allos                                           | Allos                       |         | 44° 14′ 27″ nord, 6° 37′ 41″ est         | « PA04000001 » | Inscrit MH       | 1996       | Chapelle Saint-Sébastien d'Allos                               |
| Chapelle Notre-Dame des Guinands                                           | Allos                       |         | 44° 14′ 28″ nord, 6° 37′ 09″ est         | |                  |            | Image manquante Téléverser                                     |
| Chapelle Notre-Dame-des-Monts du lac d'Allos                               | Allos                       |         | 44° 14′ 18″ nord, 6° 42′ 23″ est         | |                  |            | Chapelle Notre-Dame-des-Monts du lac d'Allos                   |
| Chapelle Notre-Dame-de-la-Salette d'Allos                                  | Allos                       |         | 44° 14′ 32″ nord, 6° 37′ 33″ est         | « IA04000160 » |                  |            | Image manquante Téléverser                                     |
| Chapelle Saint-Antoine du Bouchier                                         | Allos                       |         | 44° 15′ 48″ nord, 6° 38′ 26″ est         | « IA04000166 » |                  |            | Image manquante Téléverser                                     |
| Chapelle Saint-Jean-Baptiste de La Foux-d'Allos                            | Allos                       |         | 44° 16′ 36″ nord, 6° 34′ 43″ est         | A04000165 |                  |            | Image manquante Téléverser                                     |
| Chapelle Saint-Pierre d'Allos                                              | Allos                       |         | 44° 15′ 07″ nord, 6° 37′ 34″ est         | « IA04000161 » |                  |            | Chapelle Saint-Pierre d'Allos                                  |
| Chapelle Notre-Dame-de-Lumière de la Baumelle                              | Allos                       |         | 44° 15′ 32″ nord, 6° 35′ 16″ est         | |                  |            | Image manquante Téléverser                                     |
| Chapelle Notre-Dame-de-Bon-Secours d'Angles                                | Angles                      |         | 43° 56′ 35″ nord, 6° 33′ 19″ est         | |                  |            | Image manquante Téléverser                                     |
| Chapelle Notre-Dame-de-la-Miséricorde des Pénitents blancs d'Annot         | Annot                       |         | 43° 58′ 03″ nord, 6° 40′ 02″ est         | |                  |            | Image manquante Téléverser                                     |
| Chapelle Notre-Dame de Vers-la-Ville                                       | Annot                       |         | 43° 58′ 08″ nord, 6° 40′ 17″ est         | « PA00080350 » | Inscrit MH       | 1967       | Chapelle Notre-Dame de Vers-la-Ville                           |
| Chapelle Notre-Dame de Rouaine                                             | Annot                       |         | 43° 55′ 55″ nord, 6° 39′ 39″ est         | |                  |            | Image manquante Téléverser                                     |
| Chapelle Notre-Dame de Vérimande                                           | Annot                       |         | 43° 58′ 04″ nord, 6° 39′ 36″ est         | |                  |            | Chapelle Notre-Dame de Vérimande                               |
| Chapelle Notre-Dame d'Archail                                              | Archail                     |         | 44° 07′ 32″ nord, 6° 20′ 01″ est         | |                  |            | Image manquante Téléverser                                     |
| Chapelle de la Nativité-de-la-Sainte-Vierge du Forest                      | Aubignosc                   |         | 43° 58′ 03″ nord, 6° 40′ 02″ est         | |                  |            | Image manquante Téléverser                                     |
| Chapelle Sainte-Marthe d'Authon                                            | Authon                      |         | 44° 14′ 25″ nord, 6° 07′ 41″ est         | |                  |            | Image manquante Téléverser                                     |
| Chapelle Notre-Dame-des-Anges de Banon                                     | Banon                       |         | 44° 02′ 54″ nord, 5° 39′ 18″ est         | |                  |            | Chapelle Notre-Dame-des-Anges de Banon                         |
| Chapelle Saint-Marc de Banon                                               | Banon                       |         | 44° 01′ 20″ nord, 5° 40′ 56″ est         | |                  |            | Chapelle Saint-Marc de Banon                                   |
| Chapelle Saint-Pierre de Barles                                            | Barles                      |         | 44° 16′ 27″ nord, 6° 14′ 21″ est         | |                  |            | Image manquante Téléverser                                     |
| Chapelle Saint-Joseph de Vaux                                              | Barles                      |         | 44° 15′ 50″ nord, 6° 16′ 01″ est         | |                  |            | Image manquante Téléverser                                     |
| Chapelle Notre-Dame de Chine                                               | Barles                      |         | 44° 16′ 01″ nord, 6° 13′ 01″ est         | |                  |            | Image manquante Téléverser                                     |
| Chapelle Saint-Pierre de Barras                                            | Barras                      |         | 44° 04′ 43″ nord, 6° 06′ 39″ est         | |                  |            | Chapelle Saint-Pierre de Barras                                |
| Chapelle Saint-Louis de Barras                                             | Barras                      |         | 44° 06′ 17″ nord, 6° 06′ 53″ est         | |                  |            | Image manquante Téléverser                                     |
| Chapelle Saint-Jean de Barrême                                             | Barrême                     |         | 43° 57′ 19″ nord, 6° 21′ 57″ est         | |                  |            | Chapelle Saint-Jean de Barrême                                 |
| Chapelle Notre-Dame-de-Miséricorde de Barrême                              | Barrême                     |         | 43° 57′ 08″ nord, 6° 21′ 58″ est         | « IA04000162 » |                  |            | Chapelle Notre-Dame-de-Miséricorde de Barrême                  |
| Chapelle Saint-Jacques-et-Saint-Philippe de la Basse-Combe                 | Bayons                      |         | 44° 20′ 26″ nord, 6° 13′ 52″ est         | |                  |            | Chapelle Saint-Jacques-et-Saint-Philippe de la Basse-Combe     |
| Chapelle Notre-Dame-Secours-des-Pécheurs de Baudinard                      | Bayons                      |         | 44° 17′ 23″ nord, 6° 09′ 14″ est         | |                  |            | Chapelle Notre-Dame-Secours-des-Pécheurs de Baudinard          |
| Chapelle de la Transfiguration (ou Saint Joseph) de Boullard (désaffectée) | Beaujeu                     |         | 44° 12′ 50″ nord, 6° 20′ 35,999″ est     | |                  |            | Image manquante Téléverser                                     |
| Chapelle Saint-Blaise du Clucheret                                         | Beaujeu                     |         | 44° 11′ 29″ nord, 6° 21′ 42″ est         | |                  |            | Image manquante Téléverser                                     |
| Chapelle Sainte-Anne du Labouret                                           | Beaujeu                     |         | 44° 14′ 13″ nord, 6° 21′ 25″ est         | |                  |            | Chapelle Sainte-Anne du Labouret                               |
| Chapelle Saint-Joseph de Beauvezer                                         | Beauvezer                   |         | 44° 08′ 36″ nord, 6° 35′ 32″ est         | |                  |            | Image manquante Téléverser                                     |
| Chapelle Saint-Jean de la Combe                                            | Beauvezer                   |         | 44° 09′ 04″ nord, 6° 34′ 58″ est         | |                  |            | Image manquante Téléverser                                     |
| Chapelle Sainte-Anne de Villars-Heyssier                                   | Beauvezer                   |         | 44° 07′ 42″ nord, 6° 36′ 00″ est         | |                  |            | Image manquante Téléverser                                     |
| Chapelle Saint-Pierre de Beauvezer                                         | Beauvezer                   |         | 44° 07′ 28″ nord, 6° 36′ 52″ est         | |                  |            | Chapelle Saint-Pierre de Beauvezer                             |
| Chapelle Notre-Dame-de-Bon-Secours de Beauvezer                            | Beauvezer                   |         | 44° 08′ 44″ nord, 6° 35′ 14″ est         | |                  |            | Image manquante Téléverser                                     |
| Chapelle Sainte-Croix de Beauvezer                                         | Beauvezer                   |         | 44° 09′ 00″ nord, 6° 35′ 20″ est         | |                  |            | Image manquante Téléverser                                     |
| Chapelle Saint-Étienne de Palus                                            | Beynes                      |         | 43° 58′ 25″ nord, 6° 13′ 06″ est         | |                  |            | Image manquante Téléverser                                     |
| Chapelle Saint-Étienne de Creisset                                         | Beynes                      |         | 43° 59′ 29″ nord, 6° 16′ 05″ est         | |                  |            | Image manquante Téléverser                                     |
| Chapelle Sainte-Élisabeth-du-Portugal de la Melle                          | Blieux                      |         | 43° 54′ 43″ nord, 6° 20′ 41″ est         | |                  |            | Chapelle Sainte-Élisabeth-du-Portugal de la Melle              |
| Chapelle Saint-Jean-Baptiste de Bras-d'Asse                                | Bras-d'Asse                 |         | à géolocaliser                           | |                  |            | Chapelle Saint-Jean-Baptiste de Bras-d'Asse                    |
| Chapelle Notre-Dame de Braux                                               | Braux                       |         | 43° 58′ 54″ nord, 6° 42′ 02″ est         | |                  |            | Image manquante Téléverser                                     |
| Chapelle Sainte-Madeleine de Braux                                         | Braux                       |         | à géolocaliser                           | |                  |            | Image manquante Téléverser                                     |
| Chapelle de la Tuilière                                                    | Brunet                      |         | 43° 53′ 16″ nord, 6° 00′ 02″ est         | |                  |            | Chapelle de la Tuilière                                        |
| Chapelle Saint-Thyrse de Robion                                            | Castellane                  |         | 43° 48′ 42″ nord, 6° 30′ 32″ est         | « PA00080357 » | Classé MH        | 1944       | Chapelle Saint-Thyrse de Robion                                |
| Chapelle rupestre de Saint-Trophime                                        | Castellane                  |         | 43° 48′ 49″ nord, 6° 29′ 02″ est         | |                  |            | Chapelle rupestre de Saint-Trophime                            |
| Chapelle Notre-Dame-du-Roc de Castellane                                   | Castellane                  |         | 43° 50′ 48″ nord, 6° 31′ 02″ est         | « IA04001169 » |                  |            | Chapelle Notre-Dame-du-Roc de Castellane                       |
| Chapelle Saint-Antoine d'Éoulx                                             | Castellane                  |         | 43° 48′ 34″ nord, 6° 33′ 27″ est         | « IA04000940 » |                  |            | Chapelle Saint-Antoine d'Éoulx                                 |
| Chapelle Notre-Dame d'Eoulx                                                | Castellane                  |         | 43° 48′ 53″ nord, 6° 33′ 15″ est         | « IA04000941 » |                  |            | Image manquante Téléverser                                     |
| Chapelle Saint-Pons d'Eoulx (ruine)                                        | Castellane                  |         | 43° 48′ 49″ nord, 6° 33′ 02″ est         | Notice no PA00080358, sur la plateforme ouverte du patrimoine, base Mérimée, ministère français de la Culture et Notice no IA04000942, sur la plateforme ouverte du patrimoine, base Mérimée, ministère français de la Culture | Classé MH (1981) | 06/04/1981 | Image manquante Téléverser                                     |
| Chapelle Sainte-Madeleine de Castellet-lès-Sausses                         | Castellet-lès-Sausses       |         | 43° 59′ 42″ nord, 6° 45′ 44″ est         | « IA04000431 » |                  |            | Chapelle Sainte-Madeleine de Castellet-lès-Sausses             |
| Chapelle Saint-Sébastien de Chaudon                                        | Chaudon-Norante             |         | 43° 59′ 42″ nord, 6° 20′ 09″ est         | |                  |            | Image manquante Téléverser                                     |
| Chapelle de la Nativité-de-la-Vierge de La Clappe                          | Chaudon-Norante             |         | 44° 01′ 01″ nord, 6° 18′ 32″ est         | |                  |            | Chapelle de la Nativité-de-la-Vierge de La Clappe              |
| Chapelle Saint-Jean-Baptiste de Collet de Saint-Jean                       | Château-Arnoux-Saint-Auban  |         | 44° 05′ 20″ nord, 6° 00′ 03″ est         | |                  |            | Chapelle Saint-Jean-Baptiste de Collet de Saint-Jean           |
| Chapelle Notre-Dame-des-Anges de Lange                                     | Châteauneuf-Miravail        |         | 44° 10′ 05″ nord, 5° 42′ 00″ est         | |                  |            | Chapelle Notre-Dame-des-Anges de Lange                         |
| Chapelle Sainte-Madeleine de Châteauneuf-Val-Saint-Donat                   | Châteauneuf-Val-Saint-Donat |         | 44° 04′ 50″ nord, 5° 55′ 54″ est         | « PA04000009 » |                  |            | Chapelle Sainte-Madeleine de Châteauneuf-Val-Saint-Donat       |
| Chapelle Notre-Dame-des-Cornettes de Châteauredon                          | Châteauredon                |         | 44° 00′ 39″ nord, 6° 13′ 05″ est         | |                  |            | Image manquante Téléverser                                     |
| Chapelle Saint-Michel de Cousson                                           | Châteauredon                |         | 44° 02′ 35″ nord, 6° 14′ 32″ est         | |                  |            | Chapelle Saint-Michel de Cousson                               |
| Chapelle Saint-Amand de Clamensane                                         | Clamensane                  |         | 44° 19′ 44″ nord, 6° 06′ 13″ est         | |                  |            | Chapelle Saint-Amand de Clamensane                             |
| Chapelle Notre-Dame des Roches                                             | Claret                      |         | 44° 23′ 42″ nord, 5° 58′ 32″ est         | |                  |            | Chapelle Notre-Dame des Roches                                 |
| Chapelle Sainte-Agathe des Sauzeries-Basses                                | Clumanc                     |         | 44° 02′ 44″ nord, 6° 21′ 36″ est         | |                  |            | Image manquante Téléverser                                     |
| Chapelle Saint-Jean du Riou                                                | Clumanc                     |         | 44° 01′ 17″ nord, 6° 21′ 46″ est         | |                  |            | Chapelle Saint-Jean du Riou                                    |
| Chapelle Saint-Victor de Valaury                                           | Clumanc                     |         | 44° 01′ 06″ nord, 6° 21′ 47″ est         | |                  |            | Chapelle Saint-Victor de Valaury                               |
| Chapelle Notre-Dame-des-Grâces de Colmars                                  | Colmars                     |         | 44° 10′ 52″ nord, 6° 37′ 36″ est         | |                  |            | Chapelle Notre-Dame-des-Grâces de Colmars                      |
| Chapelle Saint-Jean-du-Désert de Colmars                                   | Colmars                     |         | 44° 11′ 03″ nord, 6° 39′ 13″ est         | |                  |            | Image manquante Téléverser                                     |
| Chapelle de la Sainte-Trinité de Clignon-Bas                               | Colmars                     |         | 44° 11′ 42″ nord, 6° 38′ 20″ est         | |                  |            | Image manquante Téléverser                                     |
| Chapelle Saint-Joseph de Colmars                                           | Colmars                     |         | 44° 10′ 55″ nord, 6° 37′ 37″ est         | |                  |            | Chapelle Saint-Joseph de Colmars                               |
| Chapelle Saint-Brice de Corbières-en-Provence                              | Corbières-en-Provence       |         | 43° 45′ 57″ nord, 5° 44′ 54″ est         | |                  |            | Chapelle Saint-Brice de Corbières-en-Provence                  |
| Chapelle Notre-Dame-de-Lumière de Cruis                                    | Cruis                       |         | 44° 03′ 59″ nord, 5° 51′ 09″ est         | |                  |            | Image manquante Téléverser                                     |
| Chapelle Saint-Pierre de Curbans                                           | Curbans                     |         | 44° 25′ 33″ nord, 6° 02′ 05″ est         | « PA00080377 » | Inscrit MH       | 1975       | Chapelle Saint-Pierre de Curbans                               |
| Chapelle Notre-Dame-de-Pitié de Céreste                                    | Céreste                     |         | 43° 51′ 26″ nord, 5° 35′ 36″ est         | |                  |            | Chapelle Notre-Dame-de-Pitié de Céreste                        |
| Chapelle Saint-Georges de Céreste                                          | Céreste                     |         | 43° 51′ 39″ nord, 5° 34′ 39″ est         | |                  |            | Chapelle Saint-Georges de Céreste                              |
| Chapelle Notre-Dame-d'Ubage du Plan-Notre-Dame                             | Dauphin                     |         | 43° 53′ 29″ nord, 5° 45′ 40″ est         | |                  |            | Chapelle Notre-Dame-d'Ubage du Plan-Notre-Dame                 |
| Chapelle Notre-Dame de Conches                                             | Demandolx                   |         | 43° 53′ 10″ nord, 6° 32′ 54″ est         | « IA04000175 » |                  |            | Image manquante Téléverser                                     |
| Chapelle Saint-Pierre de Ville (ruine)                                     | Demandolx                   |         | 43° 52′ 59″ nord, 6° 32′ 53″ est         | « IA04000174 » |                  |            | Image manquante Téléverser                                     |
| Chapelle rupestre Saint-Jean-Baptiste                                      | Digne-les-Bains             |         | 44° 04′ 38″ nord, 6° 14′ 58″ est         | |                  |            | Chapelle rupestre Saint-Jean-Baptiste                          |
| Chapelle Sainte-Madeleine des Hautes-Siéyès                                | Digne-les-Bains             |         | 44° 05′ 34″ nord, 6° 12′ 29″ est         | |                  |            | Chapelle Sainte-Madeleine des Hautes-Siéyès                    |
| Chapelle Saint-Pancrace de Digne-les-Bains                                 | Digne-les-Bains             |         | 44° 05′ 09″ nord, 6° 15′ 22″ est         | |                  |            | Chapelle Saint-Pancrace de Digne-les-Bains                     |
| Chapelle Saint-Pierre de Courbons                                          | Digne-les-Bains             |         | 44° 06′ 06″ nord, 6° 12′ 13″ est         | |                  |            | Image manquante Téléverser                                     |
| Chapelle Saint-Sébastien de Gaubert                                        | Digne-les-Bains             |         | 44° 03′ 37″ nord, 6° 11′ 55″ est         | |                  |            | Image manquante Téléverser                                     |
| Chapelle Saint-Véran de Saint-Véran                                        | Digne-les-Bains             |         | 44° 05′ 15″ nord, 6° 12′ 46″ est         | |                  |            | Image manquante Téléverser                                     |
| Chapelle Saint-Roch des Sieyes                                             | Digne-les-Bains             |         | 44° 05′ 01″ nord, 6° 12′ 10″ est         | |                  |            | Chapelle Saint-Roch des Sieyes                                 |
| Chapelle des Hôtelleries                                                   | Digne-les-Bains             |         | 44° 06′ 03″ nord, 6° 14′ 42″ est         | |                  |            | Image manquante Téléverser                                     |
| Chapelle Saint-Vincent de Digne                                            | Digne-les-Bains             |         | 44° 06′ 03″ nord, 6° 14′ 42″ est         | ACR0000853 |                  |            | Chapelle Saint-Vincent de Digne                                |
| Chapelle de la rue Pierre-Magnan de Digne-les-Bains                        | Digne-les-Bains             |         | à géolocaliser                           | |                  |            | Chapelle de la rue Pierre-Magnan de Digne-les-Bains            |
| Chapelle du Saint-Esprit de Digne-les-Bains                                | Digne-les-Bains             |         | 44° 05′ 27″ nord, 6° 14′ 02″ est         | |                  |            | Image manquante Téléverser                                     |
| Chapelle Saint-Roch d'Enchastrayes                                         | Enchastrayes                |         | 44° 22′ 12″ nord, 6° 40′ 56″ est         | |                  |            | Image manquante Téléverser                                     |
| Chapelle Saint-Barthélémy d'Enchastrayes                                   | Enchastrayes                |         | 44° 22′ 26″ nord, 6° 40′ 16″ est         | |                  |            | Image manquante Téléverser                                     |
| Chapelle saint-Jean du Villard                                             | Enchastrayes                |         | 44° 23′ 17″ nord, 6° 42′ 15″ est         | |                  |            | Image manquante Téléverser                                     |
| Chapelle Saint-Barthélemy de la Conchette                                  | Enchastrayes                |         | 44° 22′ 26″ nord, 6° 40′ 16″ est         | |                  |            | Image manquante Téléverser                                     |
| Chapelle Saint-Roch du Sauze                                               | Enchastrayes                |         | 44° 22′ 12″ nord, 6° 40′ 56″ est         | |                  |            | Image manquante Téléverser                                     |
| Chapelle Saint-Sébastien de l'Aupillon                                     | Enchastrayes                |         | 44° 22′ 23″ nord, 6° 42′ 45″ est         | |                  |            | Image manquante Téléverser                                     |
| Chapelle Saint-Joseph de Chabrières                                        | Entrages                    |         | 44° 00′ 37″ nord, 6° 15′ 57″ est         | |                  |            | Image manquante Téléverser                                     |
| Chapelle Saint-Pierre des Naux                                             | Entrepierres                |         | 44° 13′ 08″ nord, 6° 02′ 13″ est         | |                  |            | Chapelle Saint-Pierre des Naux                                 |
| Chapelle Sainte-Marguerite du Plan                                         | Entrevaux                   |         | 43° 57′ 29″ nord, 6° 46′ 54″ est         | |                  |            | Image manquante Téléverser                                     |
| Chapelle Notre-Dame d'Ajonc                                                | Entrevennes                 |         | 43° 58′ 18″ nord, 6° 04′ 15″ est         | |                  |            | Image manquante Téléverser                                     |
| Chapelle Notre-Dame d'Entrevennes                                          | Entrevennes                 |         | 43° 56′ 18″ nord, 6° 01′ 42″ est         | |                  |            | Chapelle Notre-Dame d'Entrevennes                              |
| Chapelle Notre-Dame-de-l'Assomption d'Entrevennes                          | Entrevennes                 |         | 43° 56′ 15″ nord, 6° 02′ 13″ est         | |                  |            | Chapelle Notre-Dame-de-l'Assomption d'Entrevennes              |
| Chapelle Sainte-Anne d'Esparron-de-Verdon                                  | Esparron-de-Verdon          |         | 43° 44′ 17″ nord, 5° 58′ 13″ est         | |                  |            | Image manquante Téléverser                                     |
| Chapelle Sainte-Madeleine d'Esparron-de-Verdon                             | Esparron-de-Verdon          |         | 43° 44′ 26″ nord, 5° 58′ 46″ est         | |                  |            | Image manquante Téléverser                                     |
| Chapelle Saint-Pierre d'Espréaux                                           | Esparron-de-Verdon          |         | 44° 28′ 46″ nord, 5° 53′ 13″ est         | |                  |            | Chapelle Saint-Pierre d'Espréaux                               |
| Chapelle Saint-André des gorges de Trévans                                 | Estoublon                   |         | 43° 56′ 42″ nord, 6° 14′ 22″ est         | |                  |            | Chapelle Saint-André des gorges de Trévans                     |
| Chapelle Sainte-Marie de Trévans                                           | Estoublon                   |         | 43° 57′ 13″ nord, 6° 13′ 30″ est         | |                  |            | Image manquante Téléverser                                     |
| Chapelle Notre-Dame de Fougères                                            | Forcalquier                 |         | 43° 56′ 02″ nord, 5° 47′ 40″ est         | |                  |            | Chapelle Notre-Dame de Fougères                                |
| Chapelle Notre-Dame-de-Provence de Forcalquier                             | Forcalquier                 |         | 43° 57′ 26″ nord, 5° 46′ 55″ est         | |                  |            | Chapelle Notre-Dame-de-Provence de Forcalquier                 |
| Chapelle Saint-François de Forcalquier                                     | Forcalquier                 |         | 43° 57′ 33″ nord, 5° 47′ 00″ est         | |                  |            | Chapelle Saint-François de Forcalquier                         |
| Chapelle Saint-Marc de Forcalquier                                         | Forcalquier                 |         | 43° 57′ 44″ nord, 5° 46′ 25″ est         | |                  |            | Chapelle Saint-Marc de Forcalquier                             |
| Chapelle Saint-Michel de Forcalquier                                       | Forcalquier                 |         | 43° 57′ 37″ nord, 5° 46′ 33″ est         | |                  |            | Chapelle Saint-Michel de Forcalquier                           |
| Chapelle de la Charité de Forcalquier                                      | Forcalquier                 |         | 43° 57′ 28″ nord, 5° 46′ 50″ est         | |                  |            | Image manquante Téléverser                                     |
| Ancienne chapelle du couvent des Visitandines de Forcalquier               | Forcalquier                 |         | 43° 57′ 36″ nord, 5° 46′ 51″ est         | |                  |            | Ancienne chapelle du couvent des Visitandines de Forcalquier   |
| Ancienne chapelle Saint-Promasse de Forcalquier                            | Forcalquier                 |         | à géolocaliser                           | |                  |            | Ancienne chapelle Saint-Promasse de Forcalquier                |
| Chapelle Notre-Dame-des-Œufs de Gréoux-les-Bains                           | Gréoux-les-Bains            |         | 43° 44′ 55″ nord, 5° 54′ 06″ est         | |                  |            | Image manquante Téléverser                                     |
| Chapelle Sainte-Croix de Gréoux-les-Bains                                  | Gréoux-les-Bains            |         | 43° 45′ 30″ nord, 5° 52′ 50″ est         | |                  |            | Image manquante Téléverser                                     |
| Chapelle Saint-Sébastien de Gréoux-les-Bains                               | Gréoux-les-Bains            |         | 43° 45′ 19″ nord, 5° 53′ 05″ est         | |                  |            | Image manquante Téléverser                                     |
| Chapelle Notre-Dame-Auxiliatrice des Payans                                | Jausiers                    |         | 44° 24′ 55″ nord, 6° 44′ 43″ est         | |                  |            | Image manquante Téléverser                                     |
| Chapelle de l'Immaculée-Conception des Cléments                            | L'Escale                    |         | 44° 05′ 04″ nord, 6° 01′ 32″ est         | |                  |            | Image manquante Téléverser                                     |
| Chapelle Saint-Pierre de L'Escale                                          | L'Escale                    |         | 44° 04′ 28″ nord, 6° 01′ 25″ est         | |                  |            | Image manquante Téléverser                                     |
| Chapelle des Girons                                                        | L'Hospitalet                |         | 44° 06′ 32″ nord, 5° 41′ 48″ est         | |                  |            | Image manquante Téléverser                                     |
| Chapelle Saint-Barthélemy de la Garde                                      | La Bréole                   |         | 44° 26′ 16″ nord, 6° 15′ 31″ est         | |                  |            | Image manquante Téléverser                                     |
| Chapelle Saint-Marc de l'Eygaye                                            | La Bréole                   |         | 44° 25′ 31″ nord, 6° 17′ 44″ est         | |                  |            | Image manquante Téléverser                                     |
| Chapelle Saint-Marcellin de Costebelle                                     | La Bréole                   |         | 44° 26′ 20″ nord, 6° 19′ 41,002″ est     | |                  |            | Image manquante Téléverser                                     |
| Chapelle Sainte-Anne du Pas                                                | La Condamine-Châtelard      |         | 44° 28′ 48″ nord, 6° 42′ 42″ est         | |                  |            | Image manquante Téléverser                                     |
| Chapelle Saint-Roch de Châtelard                                           | La Condamine-Châtelard      |         | 44° 27′ 31″ nord, 6° 44′ 15″ est         | |                  |            | Image manquante Téléverser                                     |
| Chapelle Sainte-Anne de La Garde                                           | La Garde                    |         | 43° 49′ 50″ nord, 6° 33′ 23″ est         | « IA04000142 » |                  |            | Chapelle Sainte-Anne de La Garde                               |
| Chapelle Saint-Sébastien de La Garde                                       | La Garde                    |         | 43° 49′ 53″ nord, 6° 33′ 05″ est         | « IA04000143 » |                  |            | Chapelle Saint-Sébastien de La Garde                           |
| Chapelle Saint-Martin de La Garde                                          | La Garde                    |         | 43° 50′ 05″ nord, 6° 34′ 10″ est         | « IA04001422 » |                  |            | Chapelle Saint-Martin de La Garde                              |
| Chapelle Notre-Dame de La Javie                                            | La Javie                    |         | 44° 10′ 26″ nord, 6° 21′ 15″ est         | |                  |            | Image manquante Téléverser                                     |
| Chapelle Sainte-Colombe de Chaudol                                         | La Javie                    |         | 44° 11′ 04″ nord, 6° 20′ 41″ est         | |                  |            | Chapelle Sainte-Colombe de Chaudol                             |
| Chapelle Saint-Joseph de la Mure                                           | La Mure-Argens              |         | 43° 58′ 57″ nord, 6° 31′ 32″ est         | |                  |            | Chapelle Saint-Joseph de la Mure                               |
| Chapelle Notre-Dame de la Baume de Châteauneuf-lès-Moustiers               | La Palud-sur-Verdon         |         | 43° 49′ 08″ nord, 6° 19′ 55″ est         | |                  |            | Chapelle Notre-Dame de la Baume de Châteauneuf-lès-Moustiers   |
| Chapelle Saint-Pierre des Chauvets                                         | La Palud-sur-Verdon         |         | 43° 50′ 26″ nord, 6° 19′ 22″ est         | |                  |            | Image manquante Téléverser                                     |
| Chapelle Saint-Pierre de Lambert                                           | La Robine-sur-Galabre       |         | 44° 12′ 54″ nord, 6° 13′ 13″ est         | |                  |            | Image manquante Téléverser                                     |
| Chapelle Saint-Pons de la Paroisse                                         | La Robine-sur-Galabre       |         | 44° 10′ 11″ nord, 6° 12′ 48″ est         | |                  |            | Chapelle Saint-Pons de la Paroisse                             |
| Chapelle Saint-Joseph d'Avenos                                             | La Rochette                 |         | 43° 55′ 13″ nord, 6° 50′ 37″ est         | |                  |            | Chapelle Saint-Joseph d'Avenos                                 |
| Chapelle Saint-Saturnin de La Rochette                                     | La Rochette                 |         | 43° 55′ 20″ nord, 6° 52′ 10″ est         | |                  |            | Chapelle Saint-Saturnin de La Rochette                         |
| Chapelle Sainte-Marie-Madeleine de Maison-Méane                            | Larche                      |         | 44° 26′ 28″ nord, 6° 51′ 49″ est         | |                  |            | Chapelle Sainte-Marie-Madeleine de Maison-Méane                |
| Chapelle Saint-Claude de Lardiers                                          | Lardiers                    |         | 44° 03′ 20″ nord, 5° 42′ 57″ est         | |                  |            | Chapelle Saint-Claude de Lardiers                              |
| Chapelle Notre-Dame de Lausière                                            | Le Brusquet                 |         | 44° 10′ 07″ nord, 6° 18′ 36″ est         | |                  |            | Image manquante Téléverser                                     |
| Chapelle Saint-Jean du Mousteiret                                          | Le Brusquet                 |         | 44° 09′ 33″ nord, 6° 17′ 16″ est         | |                  |            | Image manquante Téléverser                                     |
| Chapelle Notre-Dame-de-Mannano du Mousteiret                               | Le Brusquet                 |         | 44° 09′ 55″ nord, 6° 17′ 11″ est         | |                  |            | Image manquante Téléverser                                     |
| Chapelle Saint-Pierre de Mélan                                             | Le Castellard-Mélan         |         | 44° 11′ 52″ nord, 6° 08′ 07″ est         | |                  |            | Image manquante Téléverser                                     |
| Chapelle Sainte-Madeleine du Castellard-Mélan                              | Le Castellard-Mélan         |         | 44° 11′ 37″ nord, 6° 07′ 56″ est         | |                  |            | Image manquante Téléverser                                     |
| Chapelle castrale Sainte-Agathe de Lagremuse                               | Le Chaffaut-Saint-Jurson    |         | 44° 01′ 31″ nord, 6° 07′ 23″ est         | |                  |            | Image manquante Téléverser                                     |
| Chapelle Notre-Dame du Fugeret                                             | Le Fugeret                  |         | 44° 00′ 19″ nord, 6° 38′ 43″ est         | |                  |            | Image manquante Téléverser                                     |
| Chapelle Notre-Dame-de-la-Salette du Fugeret                               | Le Fugeret                  |         | 44° 00′ 28″ nord, 6° 38′ 40″ est         | |                  |            | Image manquante Téléverser                                     |
| Chapelle Saint-Joseph de Bontès                                            | Le Fugeret                  |         | 43° 59′ 24″ nord, 6° 38′ 40″ est         | |                  |            | Chapelle Saint-Joseph de Bontès                                |
| Chapelle Sainte-Marie-Madeleine d'Ubaye                                    | Le Lauzet-Ubaye             |         | 44° 27′ 52″ nord, 6° 21′ 41″ est         | |                  |            | Image manquante Téléverser                                     |
| Chapelle Saint-Pancrace du Haut-Vernet                                     | Le Vernet                   |         | 44° 15′ 47″ nord, 6° 23′ 01″ est         | |                  |            | Image manquante Téléverser                                     |
| Chapelle Saint-Honorat des Mées                                            | Les Mées                    |         | 43° 58′ 13″ nord, 5° 56′ 05″ est         | « PA00080431 » | Classé MH        | 1983       | Chapelle Saint-Honorat des Mées                                |
| Chapelle Notre-Dame-de-la-Salette des Mées                                 | Les Mées                    |         | 44° 01′ 42″ nord, 5° 58′ 48″ est         | |                  |            | Chapelle Notre-Dame-de-la-Salette des Mées                     |
| Chapelle Saint-Roch des Mées                                               | Les Mées                    |         | 44° 01′ 44″ nord, 5° 58′ 44″ est         | |                  |            | Chapelle Saint-Roch des Mées                                   |
| Chapelle Notre-Dame de Champlan                                            | Les Mées                    |         | 44° 02′ 43″ nord, 6° 00′ 32″ est         | |                  |            | Chapelle Notre-Dame de Champlan                                |
| Chapelle Saint-Ours des Guérins                                            | Les Thuiles                 |         | 44° 23′ 25″ nord, 6° 34′ 18″ est         | |                  |            | Chapelle Saint-Ours des Guérins                                |
| Chapelle du Clot-Meyrans                                                   | Les Thuiles                 |         | 44° 23′ 01″ nord, 6° 34′ 26″ est         | |                  |            | Image manquante Téléverser                                     |
| Chapelle du Clot-Meyrans                                                   | Les Thuiles                 |         | 44° 23′ 01″ nord, 6° 34′ 26″ est         | |                  |            | Image manquante Téléverser                                     |
| Chapelle Saint-Joseph de Miraval                                           | Les Thuiles                 |         | 44° 24′ 01″ nord, 6° 34′ 26″ est         | |                  |            | Image manquante Téléverser                                     |
| Chapelle des Prats                                                         | Les Thuiles                 |         | 44° 24′ 25″ nord, 6° 33′ 02″ est         | |                  |            | Image manquante Téléverser                                     |
| Chapelle Notre-Dame-des-Anges de Lurs                                      | Lurs                        |         | 43° 56′ 46″ nord, 5° 52′ 02″ est         | « PA04000011 » | Inscrit MH       | 1997       | Chapelle Notre-Dame-des-Anges de Lurs                          |
| Chapelle Notre-Dame du Plan                                                | Lurs                        |         | 43° 58′ 59″ nord, 5° 51′ 25″ est         | |                  |            | Image manquante Téléverser                                     |
| Chapelle Notre-Dame-de-Vie de Lurs                                         | Lurs                        |         | 43° 58′ 24″ nord, 5° 53′ 24″ est         | |                  |            | Chapelle Notre-Dame-de-Vie de Lurs                             |
| Chapelle Saint-Michel de Lurs                                              | Lurs                        |         | 43° 57′ 57″ nord, 5° 53′ 12″ est         | |                  |            | Chapelle Saint-Michel de Lurs                                  |
| Chapelle des Pénitents de Lurs                                             | Lurs                        |         | 43° 58′ 11″ nord, 5° 53′ 21″ est         | |                  |            | Chapelle des Pénitents de Lurs                                 |
| Chapelle Saint-Martin de Lurs                                              | Lurs                        |         | 43° 58′ 26″ nord, 5° 52′ 22″ est         | |                  |            | Chapelle Saint-Martin de Lurs                                  |
| Chapelle Notre-Dame-de-Cathelières de Mallemoisson                         | Mallemoisson                |         | 44° 02′ 49″ nord, 6° 07′ 57″ est         | |                  |            | Chapelle Notre-Dame-de-Cathelières de Mallemoisson             |
| Chapelle Notre-Dame-de-Pitié de Mane                                       | Mane                        |         | 43° 56′ 14″ nord, 5° 46′ 02″ est         | « PA04000017 » | Inscrit MH       | 1993       | Chapelle Notre-Dame-de-Pitié de Mane                           |
| Chapelle Saint-Pancrace de Manosque                                        | Manosque                    |         | 43° 49′ 27″ nord, 5° 46′ 04″ est         | |                  |            | Chapelle Saint-Pancrace de Manosque                            |
| Chapelle de l'hôpital Sainte-Barbe de Manosque                             | Manosque                    |         | 43° 49′ 59″ nord, 5° 46′ 48″ est         | |                  |            | Image manquante Téléverser                                     |
| Chapelle des sœurs de Saint-Charles de Manosque                            | Manosque                    |         | 43° 50′ 03″ nord, 5° 46′ 52″ est         | |                  |            | Image manquante Téléverser                                     |
| Chapelle du couvent de la Présentation de Manosque                         | Manosque                    |         | 43° 49′ 53″ nord, 5° 46′ 58″ est         | |                  |            | Chapelle du couvent de la Présentation de Manosque             |
| Chapelle Saint-Joseph de Manosque                                          | Manosque                    |         | 43° 49′ 23″ nord, 5° 47′ 49″ est         | |                  |            | Image manquante Téléverser                                     |
| Chapelle Saint-Christol de Mirabeau                                        | Mirabeau                    |         | 44° 02′ 38″ nord, 6° 03′ 51″ est         | |                  |            | Chapelle Saint-Christol de Mirabeau                            |
| Chapelle Saint-Philippe de Mirabeau                                        | Mirabeau                    |         | 44° 03′ 00″ nord, 6° 04′ 56″ est         | |                  |            | Chapelle Saint-Philippe de Mirabeau                            |
| Chapelle Saint-Roch de Mison                                               | Mison                       |         | 44° 15′ 52″ nord, 5° 50′ 29″ est         | |                  |            | Chapelle Saint-Roch de Mison                                   |
| Chapelle Sainte-Beaume de Mison                                            | Mison                       |         | 44° 16′ 01″ nord, 5° 50′ 53″ est         | |                  |            | Image manquante Téléverser                                     |
| Chapelle Saint-Christophe de Montagnac                                     | Montagnac-Montpezat         |         | 43° 46′ 50″ nord, 6° 06′ 01″ est         | |                  |            | Image manquante Téléverser                                     |
| Chapelle Notre-Dame-de-la-Salette de Sous-la-Roche                         | Montclar                    |         | 44° 23′ 48″ nord, 6° 19′ 33″ est         | |                  |            | Image manquante Téléverser                                     |
| Chapelle Sainte-Anne des Allards                                           | Montclar                    |         | 44° 24′ 38″ nord, 6° 18′ 42″ est         | |                  |            | Image manquante Téléverser                                     |
| Chapelle Saint-Grégoire-de-Naziance de Risolet                             | Montclar                    |         | 44° 24′ 41″ nord, 6° 19′ 50″ est         | |                  |            | Image manquante Téléverser                                     |
| Chapelle Saint-Jacques de Villette                                         | Montclar                    |         | 44° 23′ 14″ nord, 6° 20′ 44″ est         | |                  |            | Image manquante Téléverser                                     |
| Chapelle Saint-Jean de Saint-Jean (Montclar)                               | Montclar                    |         | 44° 24′ 54″ nord, 6° 21′ 03″ est         | |                  |            | Image manquante Téléverser                                     |
| Chapelle Saint-Léger de Monclar                                            | Montclar                    |         | 44° 25′ 13″ nord, 6° 20′ 15″ est         | |                  |            | Chapelle Saint-Léger de Monclar                                |
| Chapelle Saint-Donat de Montfort                                           | Montfort                    |         | 44° 03′ 31″ nord, 5° 56′ 27″ est         | « PA00080434 » | Classé MH        | 1959       | Chapelle Saint-Donat de Montfort                               |
| Chapelle Saint-Elzéar de Montfuron                                         | Montfuron                   |         | 43° 50′ 01″ nord, 5° 41′ 48″ est         | « PA00080435 » | Classé MH        | 1981       | Chapelle Saint-Elzéar de Montfuron                             |
| Chapelle Notre-Dame-du-Serret                                              | Moriez                      |         | 43° 57′ 23″ nord, 6° 28′ 58″ est         | |                  |            | Image manquante Téléverser                                     |
| Chapelle Notre-Dame de Beauvoir                                            | Moustiers-Sainte-Marie      |         | 43° 50′ 54″ nord, 6° 13′ 19″ est         | « PA00080436 » | Classé MH        | 1921       | Chapelle Notre-Dame de Beauvoir                                |
| Chapelle Notre-Dame de Ségriès                                             | Moustiers-Sainte-Marie      |         | 43° 51′ 22″ nord, 6° 10′ 29″ est         | |                  |            | Image manquante Téléverser                                     |
| Chapelle Sainte-Anne de Moustiers-Sainte-Marie                             | Moustiers-Sainte-Marie      |         | 43° 50′ 43″ nord, 6° 13′ 21″ est         | |                  |            | Image manquante Téléverser                                     |
| Chapelle Saint-Pierre de Beauvoir                                          | Moustiers-Sainte-Marie      |         | 43° 49′ 54″ nord, 6° 13′ 28″ est         | |                  |            | Image manquante Téléverser                                     |
| Chapelle Saint-Jean du prieuré Saint-Jean-de-l'Aval                        | Moustiers-Sainte-Marie      |         | 43° 50′ 26″ nord, 6° 12′ 54″ est         | |                  |            | Image manquante Téléverser                                     |
| Chapelle Saint-François de Moustiers-Sainte-Marie                          | Moustiers-Sainte-Marie      |         | 43° 50′ 49″ nord, 6° 13′ 22″ est         | |                  |            | Image manquante Téléverser                                     |
| Chapelle Notre-Dame-du-Rosaire de Méailles                                 | Méailles                    |         | 44° 01′ 07″ nord, 6° 37′ 59″ est         | |                  |            | Image manquante Téléverser                                     |
| Chapelle Saint-Jacques de Méailles                                         | Méailles                    |         | 44° 01′ 31″ nord, 6° 37′ 44″ est         | |                  |            | Image manquante Téléverser                                     |
| Chapelle Saint-Antoine-et-Saint-Roch de Rioclar-Bas                        | Méolans-Revel               |         | 44° 24′ 36″ nord, 6° 31′ 46″ est         | |                  |            | Chapelle Saint-Antoine-et-Saint-Roch de Rioclar-Bas            |
| Chapelle Saint-Jacques de Saint-Jacques (Méolans-Revel)                    | Méolans-Revel               |         | 44° 24′ 07″ nord, 6° 30′ 16″ est         | |                  |            | Chapelle Saint-Jacques de Saint-Jacques (Méolans-Revel)        |
| Chapelle Saint-Joseph des Clarionds                                        | Méolans-Revel               |         | 44° 21′ 22″ nord, 6° 29′ 02″ est         | |                  |            | Image manquante Téléverser                                     |
| Chapelle Saint-Julien de Saint-Barthélemy                                  | Méolans-Revel               |         | 44° 22′ 29″ nord, 6° 27′ 47″ est         | |                  |            | Chapelle Saint-Julien de Saint-Barthélemy                      |
| Chapelle des Trons                                                         | Méolans-Revel               |         | 44° 24′ 45″ nord, 6° 31′ 05″ est         | |                  |            | Chapelle des Trons                                             |
| Chapelle Saint-Antoine de Laverq                                           | Méolans-Revel               |         | 44° 20′ 57″ nord, 6° 30′ 21″ est         | |                  |            | Chapelle Saint-Antoine de Laverq                               |
| Chapelle Sainte-Anne de Girardeisse                                        | Méolans-Revel               |         | 44° 24′ 19″ nord, 6° 32′ 13″ est         | |                  |            | Chapelle Sainte-Anne de Girardeisse                            |
| Chapelle Saint-Jean de Peynier                                             | Méolans-Revel               |         | 44° 21′ 29″ nord, 6° 28′ 31″ est         | |                  |            | Chapelle Saint-Jean de Peynier                                 |
| Chapelle du cimetière de Revel                                             | Méolans-Revel               |         | 44° 24′ 07″ nord, 6° 30′ 16″ est         | |                  |            | Chapelle du cimetière de Revel                                 |
| Chapelle Notre-Dame-de-la-Salette de Chaudon                               | Méolans-Revel               |         | 44° 24′ 04″ nord, 6° 29′ 14″ est         | |                  |            | Chapelle Notre-Dame-de-la-Salette de Chaudon                   |
| Chapelle des Pénitents de Laverq                                           | Méolans-Revel               |         | 44° 20′ 57″ nord, 6° 30′ 19″ est         | |                  |            | Chapelle des Pénitents de Laverq                               |
| Chapelle Notre-Dame-de-Liesse de Mézel                                     | Mézel                       |         | 43° 59′ 20″ nord, 6° 11′ 43″ est         | |                  |            | Image manquante Téléverser                                     |
| Chapelle Notre-Dame-du-Rosaire de Mézel                                    | Mézel                       |         | 43° 59′ 48″ nord, 6° 11′ 39″ est         | |                  |            | Chapelle Notre-Dame-du-Rosaire de Mézel                        |
| Chapelle Saint-Claude de Noyers-sur-Jabron                                 | Noyers-sur-Jabron           |         | 44° 11′ 12″ nord, 5° 48′ 30″ est         | |                  |            | Chapelle Saint-Claude de Noyers-sur-Jabron                     |
| Chapelle Saint-Pancrace d'Oraison                                          | Oraison                     |         | 43° 53′ 21″ nord, 5° 55′ 00″ est         | |                  |            | Chapelle Saint-Pancrace d'Oraison                              |
| Chapelle Saint-Sauveur de la Bâtie                                         | Peyroules                   |         | 43° 48′ 46″ nord, 6° 36′ 01″ est         | |                  |            | Image manquante Téléverser                                     |
| Chapelle Saint-Nicolas d'Augès                                             | Peyruis                     |         | 44° 02′ 37″ nord, 5° 54′ 36″ est         | |                  |            | Chapelle Saint-Nicolas d'Augès                                 |
| Chapelle Saint-Roch de Peyruis                                             | Peyruis                     |         | 44° 01′ 30″ nord, 5° 56′ 03″ est         | |                  |            | Chapelle Saint-Roch de Peyruis                                 |
| Chapelle Saint-Pierre de Pierrerue                                         | Pierrerue                   |         | 43° 57′ 25″ nord, 5° 50′ 01″ est         | « PA00080444 » | Inscrit MH       | 1984       | Chapelle Saint-Pierre de Pierrerue                             |
| Chapelle Saint-Patrice de Pierrevert                                       | Pierrevert                  |         | 43° 47′ 59″ nord, 5° 45′ 01″ est         | |                  |            | Chapelle Saint-Patrice de Pierrevert                           |
| Chapelle Sainte-Marguerite de Pierrevert                                   | Pierrevert                  |         | 43° 47′ 47″ nord, 5° 41′ 44″ est         | |                  |            | Chapelle Sainte-Marguerite de Pierrevert                       |
| Chapelle de Neyrac de Piégut                                               | Piégut                      |         | 44° 27′ 41″ nord, 6° 08′ 16″ est         | |                  |            | Chapelle de Neyrac de Piégut                                   |
| Chapelle Saint-Martin des Chappas                                          | Pontis                      |         | 44° 30′ 53″ nord, 6° 21′ 46″ est         | |                  |            | Chapelle Saint-Martin des Chappas                              |
| Chapelle Saint-Pierre de Pontis                                            | Pontis                      |         | 44° 29′ 23″ nord, 6° 21′ 40″ est         | |                  |            | Image manquante Téléverser                                     |
| Chapelle Saint-Roch d'Heyre                                                | Prads-Haute-Bléone          |         | 44° 11′ 15″ nord, 6° 25′ 38″ est         | |                  |            | Image manquante Téléverser                                     |
| Chapelle Notre-Dame de Tercier                                             | Prads-Haute-Bléone          |         | 44° 12′ 06″ nord, 6° 27′ 15″ est         | |                  |            | Image manquante Téléverser                                     |
| Chapelle Notre-Dame-de-la-Transfiguration de la Favière                    | Prads-Haute-Bléone          |         | 44° 13′ 53″ nord, 6° 28′ 04″ est         | |                  |            | Image manquante Téléverser                                     |
| Chapelle Saint-Elzéar de Puimichel                                         | Puimichel                   |         | 43° 58′ 31″ nord, 6° 01′ 15″ est         | |                  |            | Chapelle Saint-Elzéar de Puimichel                             |
| Chapelle Saint-Firmin de Saint-Firmin (Puimichel)                          | Puimichel                   |         | 43° 59′ 21″ nord, 6° 02′ 26″ est         | |                  |            | Image manquante Téléverser                                     |
| Chapelle Saint-Joseph des Bronzets-Bas                                     | Puimichel                   |         | 43° 57′ 47″ nord, 5° 59′ 48″ est         | |                  |            | Image manquante Téléverser                                     |
| Chapelle Saint-Apollinaire de Puimoisson                                   | Puimoisson                  |         | 43° 51′ 30″ nord, 6° 09′ 34″ est         | « PA00080447 » | Classé MH        | 1976       | Chapelle Saint-Apollinaire de Puimoisson                       |
| Chapelle Notre-Dame-de-Bellevue de Puimoisson                              | Puimoisson                  |         | 43° 51′ 02″ nord, 6° 07′ 59″ est         | |                  |            | Image manquante Téléverser                                     |
| Chapelle Notre-Dame-de-la-Fleur de Quinson                                 | Quinson                     |         | 43° 41′ 47″ nord, 6° 02′ 13″ est         | |                  |            | Image manquante Téléverser                                     |
| Chapelle Sainte-Maxime de Quinson                                          | Quinson                     |         | 43° 42′ 09″ nord, 6° 00′ 27″ est         | |                  |            | Image manquante Téléverser                                     |
| Chapelle Saint-Denis de Reillanne                                          | Reillanne                   |         | 43° 52′ 40″ nord, 5° 39′ 32″ est         | |                  |            | Chapelle Saint-Denis de Reillanne                              |
| Chapelle Notre-Dame de l'Ortiguière                                        | Revest-du-Bion              |         | 44° 04′ 17″ nord, 5° 32′ 05″ est         | |                  |            | Chapelle Notre-Dame de l'Ortiguière                            |
| Chapelle Saint-Maxime de Riez                                              | Riez                        |         | 43° 49′ 15″ nord, 6° 05′ 49″ est         | « PA00080452 » | Classé MH        | 1921       | Chapelle Saint-Maxime de Riez                                  |
| Chapelle Saint-Christophe de Rougon                                        | Rougon                      |         | 43° 47′ 59″ nord, 6° 23′ 55″ est         | « IA04001843 » |                  |            | Chapelle Saint-Christophe de Rougon                            |
| Chapelle Notre-Dame de Saint-André-les-Alpes                               | Saint-André-les-Alpes       |         | 43° 58′ 15″ nord, 6° 30′ 39″ est         | |                  |            | Image manquante Téléverser                                     |
| Chapelle Saint-Barnabé de Méouilles                                        | Saint-André-les-Alpes       |         | 43° 57′ 10″ nord, 6° 31′ 10″ est         | |                  |            | Image manquante Téléverser                                     |
| Chapelle Notre-Dame de Saint-Benoît                                        | Saint-Benoît                |         | 43° 58′ 05″ nord, 6° 43′ 27″ est         | |                  |            | Chapelle Notre-Dame de Saint-Benoît                            |
| Chapelle Notre-Dame de Dromon                                              | Saint-Geniez                |         | 44° 14′ 14″ nord, 6° 04′ 51″ est         | « PA00080463 » | Classé MH        | 1997       | Chapelle Notre-Dame de Dromon                                  |
| Chapelle Saint-Martin de Saint-Jacques                                     | Saint-Jacques               |         | 43° 58′ 09″ nord, 6° 22′ 31″ est         | |                  |            | Image manquante Téléverser                                     |
| Chapelle Saint-Jean de Saint-Jeannet                                       | Saint-Jeannet               |         | 43° 57′ 22″ nord, 6° 07′ 25″ est         | « PA00080465 » | Inscrit MH       | 1954       | Chapelle Saint-Jean de Saint-Jeannet                           |
| Chapelle de Saint-Julien-d'Asse                                            | Saint-Julien-d'Asse         |         | 43° 54′ 15″ nord, 6° 04′ 49″ est         | |                  |            | Chapelle de Saint-Julien-d'Asse                                |
| Chapelle Notre-Dame-de-l'Assomption de Saint-Julien-du-Verdon              | Saint-Julien-du-Verdon      |         | 43° 54′ 50″ nord, 6° 32′ 22″ est         | |                  |            | Image manquante Téléverser                                     |
| Chapelle Saint-Georges de Saint-Jurs                                       | Saint-Jurs                  |         | 43° 54′ 08″ nord, 6° 11′ 53″ est         | |                  |            | Chapelle Saint-Georges de Saint-Jurs                           |
| Chapelle Notre-Dame de Saint-Laurent-du-Verdon                             | Saint-Laurent-du-Verdon     |         | 43° 42′ 47″ nord, 6° 04′ 09″ est         | |                  |            | Image manquante Téléverser                                     |
| Chapelle Sainte-Agathe de Saint-Maime                                      | Saint-Maime                 |         | 43° 54′ 17″ nord, 5° 47′ 32″ est         | « PA04000013 » | Inscrit MH       | 1998       | Chapelle Sainte-Agathe de Saint-Maime                          |
| Chapelle Saint-Jean de Saint-Michel-l'Observatoire                         | Saint-Michel-l'Observatoire |         | 43° 55′ 31″ nord, 5° 43′ 15″ est         | « PA00080470 » | Inscrit MH       | 1979       | Chapelle Saint-Jean de Saint-Michel-l'Observatoire             |
| Chapelle Saint-Jean de Saint-Michel-l'Observatoire                         | Saint-Michel-l'Observatoire |         | 43° 55′ 31″ nord, 5° 43′ 15″ est         | « PA00080470 » | Inscrit MH       | 1979       | Chapelle Saint-Jean de Saint-Michel-l'Observatoire             |
| Chapelle Saint-Paul de Saint-Michel-l'Observatoire                         | Saint-Michel-l'Observatoire |         | 43° 54′ 08″ nord, 5° 42′ 59″ est         | « PA00080471 » | Classé MH        | 1930       | Chapelle Saint-Paul de Saint-Michel-l'Observatoire             |
| Chapelle de l'Immaculée-Conception-et-de Sainte-Hélène des Porchères       | Saint-Michel-l'Observatoire |         | 43° 54′ 57″ nord, 5° 44′ 31″ est         | |                  |            | Image manquante Téléverser                                     |
| Chapelle Notre-Dame du prieuré d'Ardène                                    | Saint-Michel-l'Observatoire |         | 43° 53′ 31″ nord, 5° 43′ 46″ est         | |                  |            | Image manquante Téléverser                                     |
| Chapelle Notre-Dame du prieuré d'Ardène                                    | Saint-Michel-l'Observatoire |         | 43° 53′ 31″ nord, 5° 43′ 46″ est         | |                  |            | Image manquante Téléverser                                     |
| Chapelle Notre-Dame de Maljasset                                           | Saint-Paul-sur-Ubaye        |         | 44° 35′ 36″ nord, 6° 50′ 34″ est         | |                  |            | Image manquante Téléverser                                     |
| Chapelle Notre-Dame-de-l'Annonciation de Pont-de-l'Estrech                 | Saint-Paul-sur-Ubaye        |         | 44° 31′ 10″ nord, 6° 45′ 38″ est         | |                  |            | Image manquante Téléverser                                     |
| Chapelle Notre-Dame-des-Neiges de la Barge                                 | Saint-Paul-sur-Ubaye        |         | 44° 35′ 09″ nord, 6° 49′ 32″ est         | |                  |            | Chapelle Notre-Dame-des-Neiges de la Barge                     |
| Chapelle Notre-Dame-des-Sept-Douleurs des Prats                            | Saint-Paul-sur-Ubaye        |         | 44° 31′ 18″ nord, 6° 44′ 49″ est         | |                  |            | Image manquante Téléverser                                     |
| Chapelle Saint-Antoine de Saint-Antoine (Saint-Paul-sur-Ubaye)             | Saint-Paul-sur-Ubaye        |         | 44° 32′ 42″ nord, 6° 47′ 42″ est         | |                  |            | Chapelle Saint-Antoine de Saint-Antoine (Saint-Paul-sur-Ubaye) |
| Chapelle Sainte-Marie-Madeleine du col de Vars                             | Saint-Paul-sur-Ubaye        |         | 44° 32′ 12″ nord, 6° 42′ 10″ est         | |                  |            | Image manquante Téléverser                                     |
| Chapelle Saint-Jacques des Gleizolles                                      | Saint-Paul-sur-Ubaye        |         | 44° 28′ 34″ nord, 6° 45′ 43″ est         | |                  |            | Image manquante Téléverser                                     |
| Chapelle Saint-Jean-Baptiste de Saint-Paul-sur-Ubaye                       | Saint-Paul-sur-Ubaye        |         | 44° 30′ 52″ nord, 6° 45′ 01″ est         | |                  |            | Chapelle Saint-Jean-Baptiste de Saint-Paul-sur-Ubaye           |
| Chapelle Saint-Roch de la Petite-Serenne                                   | Saint-Paul-sur-Ubaye        |         | 44° 31′ 41″ nord, 6° 46′ 24″ est         | |                  |            | Image manquante Téléverser                                     |
| Chapelle Saint-Pierre de Saint-Pierre                                      | Saint-Pierre                |         | 43° 54′ 42″ nord, 6° 55′ 30″ est         | |                  |            | Chapelle Saint-Pierre de Saint-Pierre                          |
| Chapelle Saint-Sébastien de la Lauze                                       | Saint-Pons                  |         | 44° 23′ 41″ nord, 6° 35′ 38″ est         | |                  |            | Image manquante Téléverser                                     |
| Chapelle Saint-Sébastien de la Lauze                                       | Saint-Pons                  |         | 44° 23′ 41″ nord, 6° 35′ 38″ est         | |                  |            | Image manquante Téléverser                                     |
| Chapelle du cimetière de Saint-Vincent-sur-Jabron                          | Saint-Vincent-sur-Jabron    |         | 44° 10′ 22″ nord, 5° 44′ 40″ est         | |                  |            | Image manquante Téléverser                                     |
| Chapelle Saint-Sébastien de Saint-Étienne-les-Orgues                       | Saint-Étienne-les-Orgues    |         | 44° 02′ 12″ nord, 5° 45′ 53″ est         | |                  |            | Image manquante Téléverser                                     |
| Chapelle Saint-Joseph de Saint-Étienne-les-Orgues                          | Saint-Étienne-les-Orgues    |         | 44° 02′ 38″ nord, 5° 46′ 25″ est         | |                  |            | Chapelle Saint-Joseph de Saint-Étienne-les-Orgues              |
| Chapelle Saint-Didier de Sainte-Croix-à-Lauze                              | Sainte-Croix-à-Lauze        |         | 43° 54′ 26″ nord, 5° 37′ 09″ est         | |                  |            | Chapelle Saint-Didier de Sainte-Croix-à-Lauze                  |
| Chapelle Sainte-Tulle de Sainte-Tulle                                      | Sainte-Tulle                |         | 43° 46′ 57″ nord, 5° 46′ 08″ est         | « PA04000031 » | Inscrit MH       | 2011       | Chapelle Sainte-Tulle de Sainte-Tulle                          |
| Chapelle des Pénitents de Sainte-Tulle                                     | Sainte-Tulle                |         | 43° 47′ 10″ nord, 5° 45′ 49″ est         | |                  |            | Chapelle des Pénitents de Sainte-Tulle                         |
| Chapelle Sainte-Thérèse-de-l'Enfant-Jésus de la Simone                     | Salignac                    |         | 44° 09′ 29″ nord, 5° 58′ 56″ est         | |                  |            | Chapelle Sainte-Thérèse-de-l'Enfant-Jésus de la Simone         |
| Chapelle Saint-Joseph de Salignac                                          | Salignac                    |         | 44° 09′ 29″ nord, 5° 59′ 21″ est         | |                  |            | Chapelle Saint-Joseph de Salignac                              |
| Chapelle Saint-Michel de Saumane                                           | Saumane                     |         | 44° 04′ 07″ nord, 5° 40′ 25″ est         | |                  |            | Chapelle Saint-Michel de Saumane                               |
| Chapelle Sainte-Marie de Sausses                                           | Sausses                     |         | 44° 00′ 30″ nord, 6° 46′ 47″ est         | |                  |            | Chapelle Sainte-Marie de Sausses                               |
| Chapelle Notre-Dame-des-Champs de Selonnet                                 | Selonnet                    |         | 44° 23′ 31″ nord, 6° 18′ 01″ est         | |                  |            | Chapelle Notre-Dame-des-Champs de Selonnet                     |
| Chapelle Sainte-Madeleine de Villaudemard                                  | Selonnet                    |         | 44° 23′ 51″ nord, 6° 17′ 54″ est         | |                  |            | Image manquante Téléverser                                     |
| Chapelle Notre-Dame des Clots                                              | Senez                       |         | 43° 54′ 42″ nord, 6° 24′ 27″ est         | |                  |            | Image manquante Téléverser                                     |
| Chapelle Saint-Pierre du Riou d'Ourgeas                                    | Senez                       |         | 43° 55′ 26″ nord, 6° 23′ 06″ est         | |                  |            | Image manquante Téléverser                                     |
| Chapelle des dominicains de Seyne                                          | Seyne                       |         | 44° 21′ 02″ nord, 6° 21′ 22″ est         | |                  |            | Chapelle des dominicains de Seyne                              |
| Chapelle du Sacré-Cœur de Seyne                                            | Seyne                       |         | 44° 20′ 59″ nord, 6° 21′ 11″ est         | |                  |            | Chapelle du Sacré-Cœur de Seyne                                |
| Chapelle Notre-Dame-de-la-Visitation du Fau                                | Seyne                       |         | 44° 20′ 29″ nord, 6° 24′ 23″ est         | |                  |            | Image manquante Téléverser                                     |
| Chapelle Sainte-Marthe du Haut-Chardavon                                   | Seyne                       |         | 44° 20′ 41″ nord, 6° 19′ 50″ est         | |                  |            | Image manquante Téléverser                                     |
| Chapelle Saint-Gervais de Maure                                            | Seyne                       |         | 44° 19′ 23″ nord, 6° 24′ 16″ est         | |                  |            | Image manquante Téléverser                                     |
| Chapelle Saint-Pierre-de-Vérone des Hauts-Savornins                        | Seyne                       |         | 44° 23′ 00″ nord, 6° 22′ 09″ est         | |                  |            | Image manquante Téléverser                                     |
| Chapelle Notre-Dame-de-Pitié de Simiane-la-Rotonde                         | Simiane-la-Rotonde          |         | 43° 58′ 57″ nord, 5° 33′ 27″ est         | |                  |            | Image manquante Téléverser                                     |
| Chapelle Saint-Joseph du Haut-Cheyran                                      | Simiane-la-Rotonde          |         | 44° 00′ 26″ nord, 5° 35′ 02″ est         | |                  |            | Image manquante Téléverser                                     |
| Chapelle Saint-Marcellin de Valsaintes                                     | Simiane-la-Rotonde          |         | 43° 57′ 53″ nord, 5° 36′ 27″ est         | |                  |            | Image manquante Téléverser                                     |
| Chapelle Saint-Vincent de Carniol                                          | Simiane-la-Rotonde          |         | 43° 58′ 40″ nord, 5° 35′ 56″ est         | |                  |            | Image manquante Téléverser                                     |
| Chapelle Saint-Marcel de Sisteron                                          | Sisteron                    |         | 44° 12′ 07″ nord, 5° 56′ 49″ est         | « PA00080492 » | Classé MH        | 1984       | Chapelle Saint-Marcel de Sisteron                              |
| Chapelle des Missionnaires de la Croix de Sisteron                         | Sisteron                    |         | 44° 11′ 43″ nord, 5° 56′ 40″ est         | « PA00080498 » | Inscrit MH       | 1987       | Chapelle des Missionnaires de la Croix de Sisteron             |
| Chapelle Notre-Dame-du-Château de Sisteron                                 | Sisteron                    |         | 44° 11′ 57″ nord, 5° 56′ 37″ est         | |                  |            | Chapelle Notre-Dame-du-Château de Sisteron                     |
| Chapelle Saint-Domnin du Thor                                              | Sisteron                    |         | 44° 10′ 40″ nord, 5° 56′ 17″ est         | |                  |            | Image manquante Téléverser                                     |
| Chapelle Saint-Barnabé de Soleilhas                                        | Soleilhas                   |         | 43° 52′ 15″ nord, 6° 37′ 21″ est         | « IA04000186 » |                  |            | Image manquante Téléverser                                     |
| Chapelle Notre-Dame-du-Plan de Teillette                                   | Soleilhas                   |         | 43° 51′ 22,813″ nord, 6° 38′ 30,358″ est | « IA04000185 » |                  |            | Image manquante Téléverser                                     |
| Chapelle Saint-Pierre des Coulettes                                        | Soleilhas                   |         | 43° 51′ 47″ nord, 6° 40′ 55″ est         | « IA04000189 » |                  |            | Image manquante Téléverser                                     |
| Chapelle Saint-Jean-Baptiste de Plan-de-Chaude                             | Tartonne                    |         | 44° 04′ 13″ nord, 6° 23′ 13″ est         | |                  |            | Image manquante Téléverser                                     |
| Chapelle de la Transfiguration de Vaunavès                                 | Thoard                      |         | 44° 07′ 53″ nord, 6° 07′ 00″ est         | |                  |            | Image manquante Téléverser                                     |
| Chapelle Saint-Martin de Saint-Martin (Thoard)                             | Thoard                      |         | 44° 09′ 17″ nord, 6° 08′ 21″ est         | |                  |            | Chapelle Saint-Martin de Saint-Martin (Thoard)                 |
| Chapelle Saint-Joseph de Pérusse                                           | Thoard                      |         | 44° 09′ 15″ nord, 6° 04′ 39″ est         | |                  |            | Image manquante Téléverser                                     |
| Chapelle Sainte-Madeleine de Thoard                                        | Thoard                      |         | 44° 09′ 21″ nord, 6° 09′ 48″ est         | |                  |            | Chapelle Sainte-Madeleine de Thoard                            |
| Chapelle Saint-Thomas de Thorame-Basse                                     | Thorame-Basse               |         | 44° 04′ 51″ nord, 6° 28′ 41″ est         | « PA00080502 » | Classé MH        | 1991       | Chapelle Saint-Thomas de Thorame-Basse                         |
| Chapelle Saint-Jean de Piégut                                              | Thorame-Basse               |         | 44° 05′ 27″ nord, 6° 29′ 31″ est         | |                  |            | Image manquante Téléverser                                     |
| Chapelle Saint-Joseph de Thorame-Haute                                     | Thorame-Haute               |         | 44° 05′ 35″ nord, 6° 33′ 21″ est         | |                  |            | Image manquante Téléverser                                     |
| Chapelle Saint-Pierre de Thorame-Haute                                     | Thorame-Haute               |         | 44° 05′ 51″ nord, 6° 33′ 22″ est         | |                  |            | Image manquante Téléverser                                     |
| Chapelle Saint-Roch de Thorame-Haute                                       | Thorame-Haute               |         | 44° 06′ 03″ nord, 6° 33′ 51″ est         | |                  |            | Image manquante Téléverser                                     |
| Chapelle Notre-Dame-du-Serret de Thorame-Haute                             | Thorame-Haute               |         | 44° 05′ 45″ nord, 6° 33′ 14″ est         | |                  |            | Image manquante Téléverser                                     |
| Chapelle Notre-Dame-de-la-Fleur de Thorame-Haute-Gare                      | Thorame-Haute               |         | 44° 02′ 28″ nord, 6° 33′ 52″ est         | |                  |            | Chapelle Notre-Dame-de-la-Fleur de Thorame-Haute-Gare          |
| Chapelle Saint-Antoine des Rollands                                        | Ubaye-Serre-Ponçon          |         | 44° 25′ 11″ nord, 6° 21′ 14″ est         | |                  |            | Chapelle Saint-Antoine des Rollands                            |
| Chapelle Saint-Louis du Villaret                                           | Ubaye-Serre-Ponçon          |         | 44° 26′ 50″ nord, 6° 22′ 49″ est         | |                  |            | Image manquante Téléverser                                     |
| Chapelle Notre-Dame-de-la-Rivière d'Ubraye                                 | Ubraye                      |         | 43° 54′ 38″ nord, 6° 42′ 19″ est         | |                  |            | Image manquante Téléverser                                     |
| Chapelle Saint-Barthélemy de Laval                                         | Ubraye                      |         | 43° 53′ 48″ nord, 6° 43′ 22″ est         | |                  |            | Image manquante Téléverser                                     |
| Chapelle Saint-Pons d'Ubraye                                               | Ubraye                      |         | 43° 54′ 29″ nord, 6° 41′ 46″ est         | |                  |            | Chapelle Saint-Pons d'Ubraye                                   |
| Chapelle Notre-Dame-de-la-Lumière des Longs                                | Uvernet-Fours               |         | 44° 19′ 11″ nord, 6° 43′ 13″ est         | |                  |            | Image manquante Téléverser                                     |
| Chapelle Saint-Blaise du Verger                                            | Uvernet-Fours               |         | 44° 19′ 23″ nord, 6° 39′ 48″ est         | |                  |            | Image manquante Téléverser                                     |
| Chapelle Sainte-Anne de Bayasse                                            | Uvernet-Fours               |         | 44° 18′ 46″ nord, 6° 44′ 32″ est         | |                  |            | Image manquante Téléverser                                     |
| Chapelle Saint-Jacques du Villard-des-Arnauds                              | Uvernet-Fours               |         | 44° 19′ 13″ nord, 6° 41′ 09″ est         | |                  |            | Image manquante Téléverser                                     |
| Chapelle Saint-Jean-Baptiste de Goudine                                    | Uvernet-Fours               |         | 44° 19′ 19″ nord, 6° 42′ 12″ est         | |                  |            | Image manquante Téléverser                                     |
| Chapelle Saint-Joseph du Serret                                            | Uvernet-Fours               |         | 44° 19′ 13″ nord, 6° 39′ 22″ est         | |                  |            | Image manquante Téléverser                                     |
| Chapelle Saint-Jean-Baptiste des Agneliers                                 | Uvernet-Fours               |         | 44° 20′ 00″ nord, 6° 35′ 03″ est         | |                  |            | Chapelle Saint-Jean-Baptiste des Agneliers                     |
| Chapelle des Jauberts                                                      | Uvernet-Fours               |         | 44° 22′ 50″ nord, 6° 35′ 16″ est         | |                  |            | Image manquante Téléverser                                     |
| Chapelle Notre-Dame de Bellevue                                            | Vachères                    |         | 43° 56′ 26″ nord, 5° 38′ 22″ est         | |                  |            | Chapelle Notre-Dame de Bellevue                                |
| Chapelle Notre-Dame-des-Lumières du Lauzanier                              | Val d'Oronaye               |         | 44° 22′ 51″ nord, 6° 52′ 19″ est         | |                  |            | Image manquante Téléverser                                     |
| Chapelle Sainte-Madeleine du col de Larche                                 | Val d'Oronaye               |         | 44° 25′ 25″ nord, 6° 53′ 48″ est         | |                  |            | Image manquante Téléverser                                     |
| Chapelle Saint-Jean-Baptiste de Certamussat                                | Val d'Oronaye               |         | 44° 27′ 37″ nord, 6° 49′ 38″ est         | |                  |            | Image manquante Téléverser                                     |
| Chapelle Saint-Ours du Vieux-Saint-Ours                                    | Val d'Oronaye               |         | 44° 29′ 03″ nord, 6° 48′ 25″ est         | |                  |            | Image manquante Téléverser                                     |
| Chapelle Saint-Roch de Meyronnes                                           | Val d'Oronaye               |         | 44° 28′ 36″ nord, 6° 47′ 49″ est         | |                  |            | Image manquante Téléverser                                     |
| Chapelle Saint-Joseph du Champ                                             | Val-de-Chalvagne            |         | 43° 55′ 34″ nord, 6° 46′ 48″ est         | |                  |            | Image manquante Téléverser                                     |
| Chapelle Saint-Honoré des Escoffiers                                       | Valbelle                    |         | 44° 08′ 36″ nord, 5° 53′ 15″ est         | |                  |            | Chapelle Saint-Honoré des Escoffiers                           |
| Chapelle Saint-Pons de Valbelle                                            | Valbelle                    |         | 44° 08′ 05″ nord, 5° 53′ 05″ est         | |                  |            | Chapelle Saint-Pons de Valbelle                                |
| Chapelle de la Trinité de Valensole                                        | Valensole                   |         | 43° 48′ 41″ nord, 5° 56′ 06″ est         | |                  |            | Image manquante Téléverser                                     |
| Chapelle du Tholonet de Valensole                                          | Valensole                   |         | 43° 50′ 06″ nord, 5° 59′ 01″ est         | |                  |            | Chapelle du Tholonet de Valensole                              |
| Chapelle Sainte-Madeleine du Bars                                          | Valensole                   |         | 43° 52′ 05″ nord, 5° 53′ 53″ est         | |                  |            | Chapelle Sainte-Madeleine du Bars                              |
| Chapelle Sainte-Marie-Madeleine de Villedieu                               | Valensole                   |         | 43° 49′ 36″ nord, 5° 51′ 29″ est         | |                  |            | Chapelle Sainte-Marie-Madeleine de Villedieu                   |
| Chapelle Sainte-Marie-Madeleine de Villedieu                               | Valensole                   |         | 43° 49′ 36″ nord, 5° 51′ 29″ est         | |                  |            | Chapelle Sainte-Marie-Madeleine de Villedieu                   |
| Chapelle Saint-Mayeul de Valensole                                         | Valensole                   |         | 43° 50′ 13″ nord, 5° 59′ 04″ est         | |                  |            | Image manquante Téléverser                                     |
| Chapelle Saint-Jean du Petit-Saint-Jean                                    | Valensole                   |         | 43° 49′ 36″ nord, 5° 59′ 59″ est         | |                  |            | Image manquante Téléverser                                     |
| Chapelle Saint-Jean des Tourniaires                                        | Venterol                    |         | 44° 28′ 16″ nord, 6° 05′ 34″ est         | |                  |            | Chapelle Saint-Jean des Tourniaires                            |
| Chapelle Saint-Domnin de Verdaches                                         | Verdaches                   |         | 44° 16′ 02″ nord, 6° 20′ 23″ est         | |                  |            | Chapelle Saint-Domnin de Verdaches                             |
| Chapelle Saint-Ferréol de Vergons                                          | Vergons                     |         | 43° 54′ 51″ nord, 6° 35′ 05″ est         | |                  |            | Chapelle Saint-Ferréol de Vergons                              |
| Chapelle Saint-Blaise de Villars-Colmars                                   | Villars-Colmars             |         | 44° 10′ 01″ nord, 6° 36′ 17″ est         | |                  |            | Image manquante Téléverser                                     |
| Chapelle Saint-Pierre de Chasse                                            | Villars-Colmars             |         | 44° 11′ 04″ nord, 6° 35′ 18″ est         | |                  |            | Image manquante Téléverser                                     |
| Chapelle Notre-Dame-de-la-Roche de Villeneuve                              | Villeneuve                  |         | 43° 53′ 47″ nord, 5° 50′ 42″ est         | |                  |            | Chapelle Notre-Dame-de-la-Roche de Villeneuve                  |
| Chapelle des Pénitents de Volonne                                          | Volonne                     |         | 44° 06′ 37″ nord, 6° 00′ 52″ est         | |                  |            | Image manquante Téléverser                                     |